# Al-Jweideh
Al-Juwayyidah  este un oraș în Guvernoratul Amman în nord-vestul Iordaniei. Este mărginit la est de Regiunea Sahab, la vest de zona Muqabalin, la nord de Umm Al-Hieran, și la sud de Kherbet al-Souk. Este renumit pentru existența unei închisori care a fost cunoscută sub numele de "Închisoarea Juwaida". Cartierele vecine includ trei cartiere din Al-Bayer, cartierul Al-Amamleh, cartierul Abu Sabah, cartierul Al-Kouzah, cartierul Al-Manawzah și cartierul vechi al orașului. 

## Educație
Educația din Al Juwayyidah a început de la începutul anilor treizeci ai secolului trecut și se spune că o persoană care a venit din Cisiordania și se numea (Abu Omar), și el a fost primul care a studiat Corannul, citind, scriind și aritmetica, și a continuat pentru o perioadă de timp. Și pe baza dorinței familiilor elevilor, prima școală a fost înființată în Juwaida pentru băieți în 1959, și după aceea a fost înființată o școală pentru fete.